# レイモンド・リノシエ
レイモンド・リノシエ（Raymonde Linossier 1897年3月25日 - 1930年1月30日）は、フランスの作家。著作『Bibi-la-Bibiste』で知られる。ダダイスムの前身であるビビズムを推進した。

## 生涯
1897年3月25日にリヨンに誕生する。医学部の教授だったジョルジュ・リノシエ（1857年-1923年）の3人の娘の末っ子であった。リノシエ家はフランシス・プーランクの一家と交流があり、雨の時期にはジョルジュが仕事をしていたパリやヴィシーで会うなどしていた。1917年10月にリノシエは当時オデオン通りの「本の友の家（La Maison des Amis des Livres）」で書店を営んでいたアドリエンヌ・モニエに連絡を取った。当時20歳で法律学校の学生だった彼女は、自作の小説『Bibi-la-Bibiste』を印刷してくれる所を探していた。
アドリエンヌ・モニエは彼女をポール・ビロールの妻に引き合わせた。著作は内密に出版され、モニエの書店の常連である仲間内の小さなサークルで評判となった。この作品はエズラ・パウンドの賛辞を付されて『The Little Review』誌（1920年9-10月）に再掲されている。
第一次世界大戦後に法律を学び始めたリノシエは1926年にパリの弁護士会に入会するが、間もなく東洋学者の道を志し、古文書保管人兼司書としてギメ東洋美術館に勤務した。彼女はジャン・プルジルスキの指導の下、仏教考古学の文献目録をまとめたほか、『Mythologie asiatique illustrée』（アジア神話図版）ではクレマン・ウアード、エレナ・ド・ヴィルマン＝グラボフスカ、ジョゼフ・アッカン、アンリ・マルシェ、アンリ・マスペロと共同作業を行い、はしがきはポール＝ルイ・クーシューによって書かれた。
1930年1月30日に没した。
フランシス・プーランクからはホルン、トランペットとトロンボーンのためのソナタの献呈を受けている。

## 著作
- Bibi-la-Bibiste, 1918 参照 @Gallica ; réédition : La Violette noire, 1991
- « Les Peintures tibétaines de la collection Loo », Études d'orientalisme publiées par le Musée Guimet à la mémoire de Raymonde Linossier, E. Leroux, 1932